# Viișoara (gmina w okręgu Botoszany)
Viișoara – gmina w Rumunii, w okręgu Botoszany. Obejmuje miejscowości Cuza Vodă, Viișoara i Viișoara Mică. W 2011 roku liczyła 1953 mieszkańców.